# فيكتور انجلوا
فيكتور انجلوا (بالفرنسية: Victor Langlois )‏ (و. 1829 – 1869 م) هو مستشرق، وعالم آثار، ومؤرخ، من فرنسا، ولد في دييب (السين البحرية)، توفي في باريس، عن عمر يناهز 40 عاماً.

## معرض صور

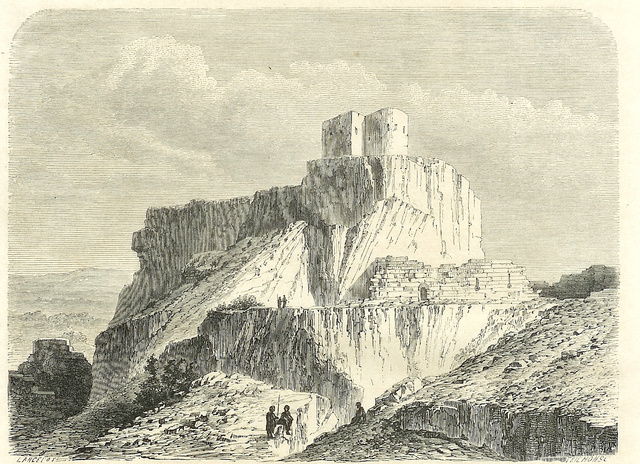
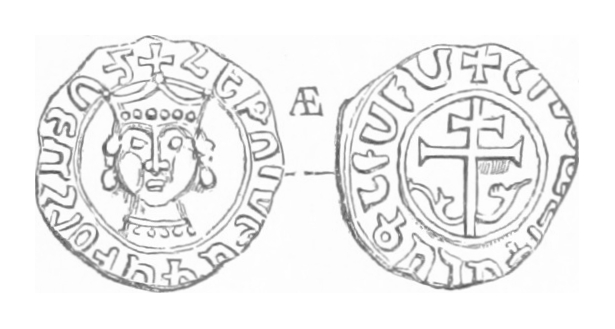
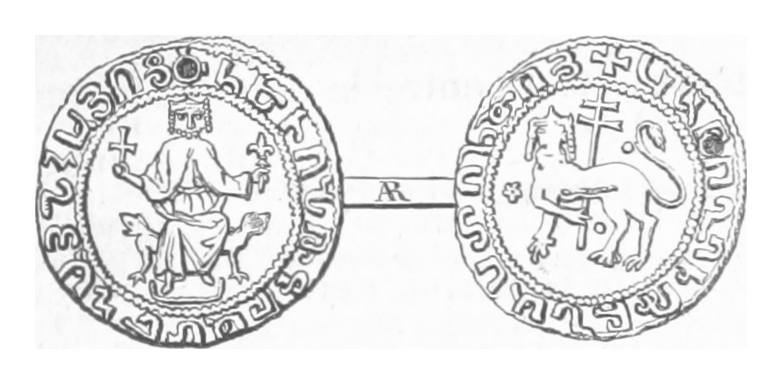
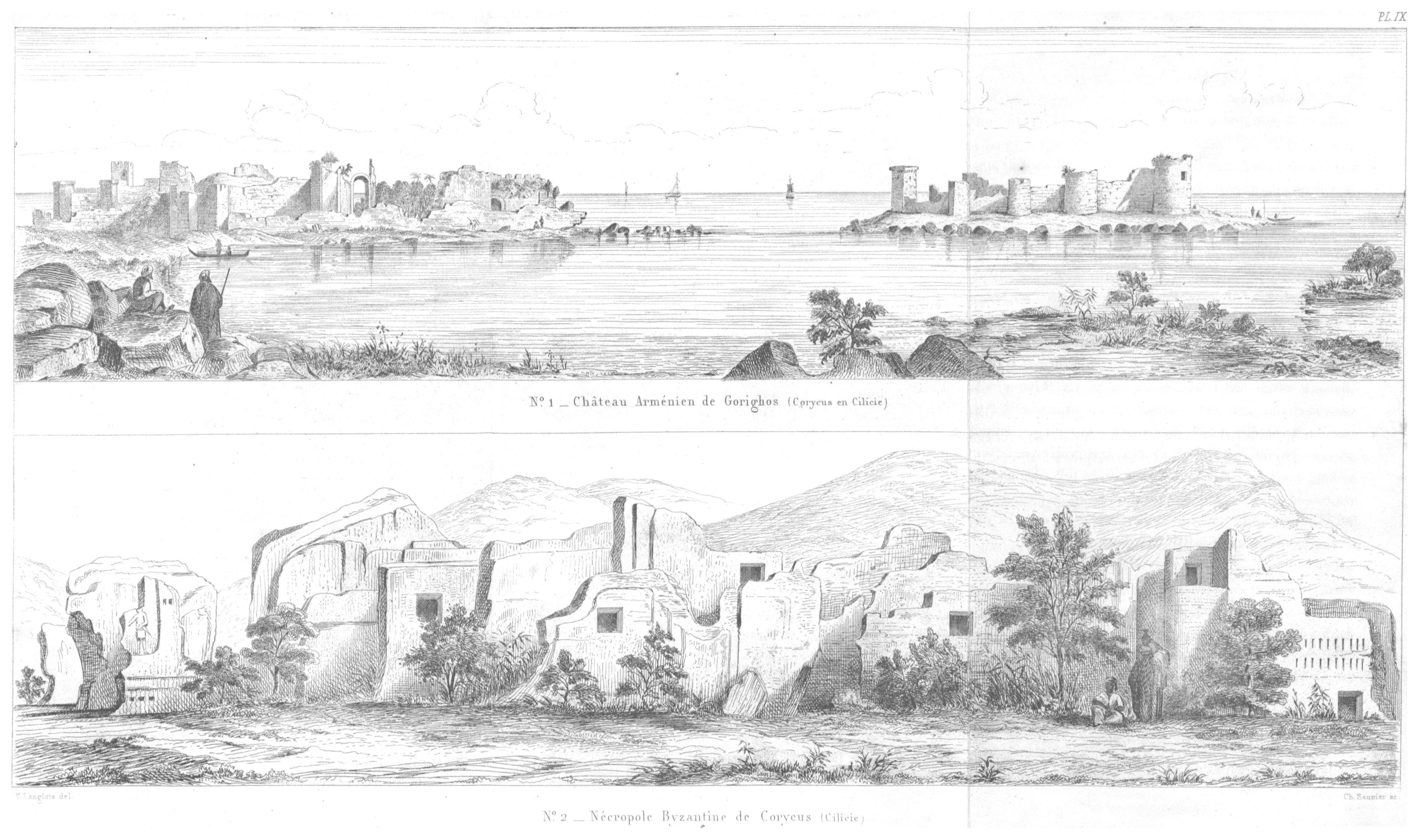
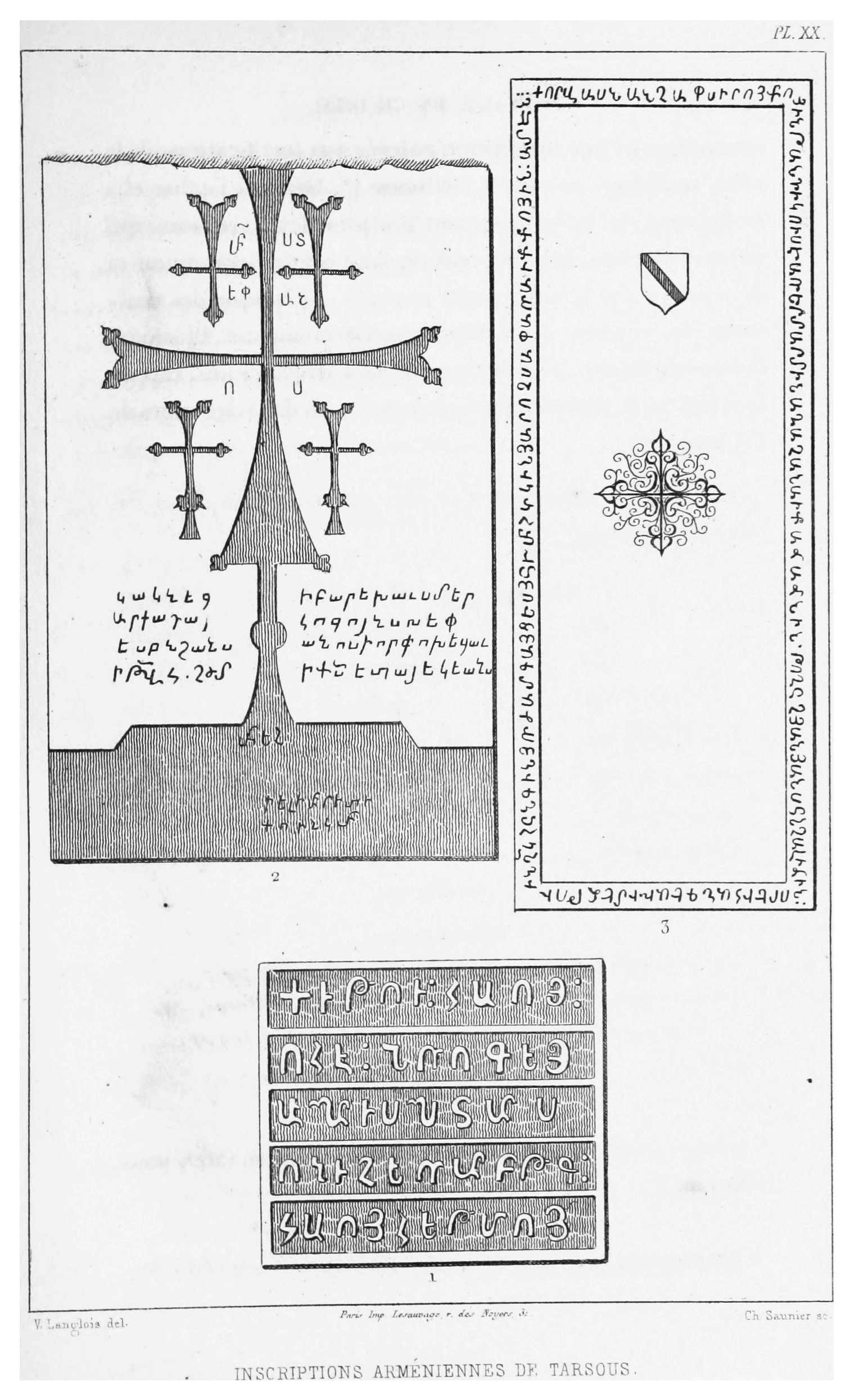
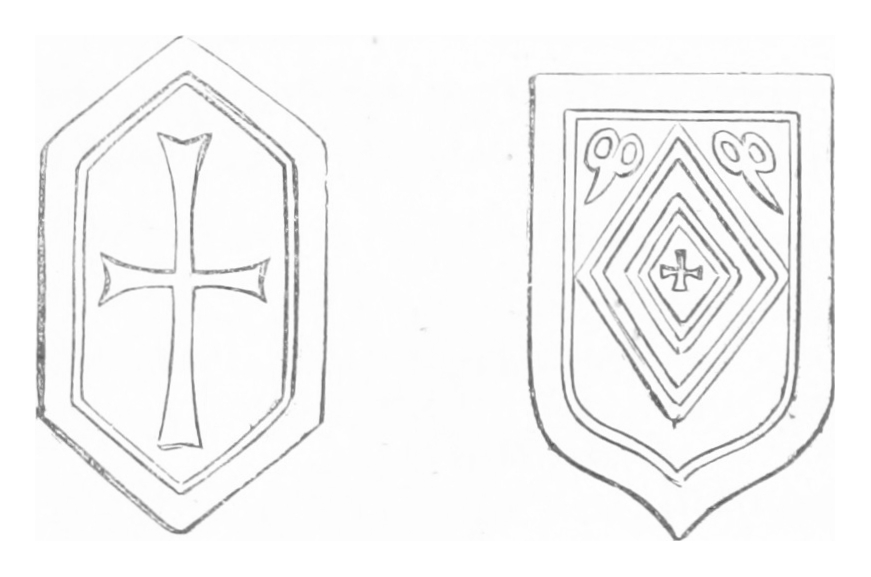